# 张唐英
张唐英（1029年—1071年），字次功，一作次公，自号黄松子，蜀州新津（今属四川）人。

## 生平
张文蔚之子，张商英的哥哥。生于宋仁宗天圣七年，“刻苦力学，半岁不知肉味”，慶曆三年（1043年）进士，初官渝州（今重庆）掾，翰林學士孫夢得很看重他，舉薦應賢良方正科試，歷官州獄掾、襄州谷城縣令。英宗時，轉秘書丞。英宗病情沉重，皇太后垂帘，上书请求立颖王赵顼为太子。神宗即位，轉屯田員外郎，熙寧二年，擢拔為殿中侍御史。帝方励精图治，急于用人，唐英荐王安石。熙宁四年（1071年）六月卒。长于议论，颇具史才。著有《唐史發潛》六卷、《君臣政要》四十三卷、《宋名臣传》五卷、《蜀檮杌》十卷等，多佚失。今僅存《蜀檮杌》一卷。有子张庭坚。